# Wie im echten Leben
Wie im echten Leben ist ein französisches Sozialdrama aus dem Jahr 2022. Regie führte Emmanuel Carrère, das Drehbuch verfasste er gemeinsam mit Hélène Devynck.  In den Hauptrollen sind Juliette Binoche, Hélène Lambert und Louise Pociecka zu sehen. Der Film ist eine Adaption der 2010 erschienenen Erzählung Le Quai de Ouistreham von Florence Aubenas, der auf Deutsch unter dem Titel Putze: Mein Leben im Dreck erschienen ist.
Der Film wurde bei den Filmfestspielen in Cannes 2021 vorgestellt. Ursprünglich für 2021 geplant, wurde der Kinostart in Frankreich auf den 12. Januar 2022 verschoben. In den deutschen Kinos feierte der Film seine Premiere am 30. Juni 2022.

## Handlung
Marianne Winckler, eine anerkannte Schriftstellerin, beginnt ein Buch über prekäre Arbeit. Sie lässt sich in der Nähe von Caen nieder und schließt sich, ohne ihre Identität preiszugeben, einem Team von Putzfrauen an. Sie erlebt die wirtschaftliche Verwundbarkeit und soziale Unsichtbarkeit der Frauen, entdeckt aber auch die gegenseitige Hilfe und Solidarität, die diese Arbeiterinnen im Schatten vereint.

## Produktion
Nach jahrelangen Verhandlungen zwischen verschiedenen Produktionsfirmen und Florence Aubenas stimmte letztere 2015 schließlich zu, dass Emmanuel Carrère ihr Buch verfilmen sollte. Um den dokumentarischen Aspekt der Erzählung von Florence Aubenas zu wahren, entschied Emmanuel Carrère, dass außer der Hauptrolle, die Juliette Binoche übernahm, alle anderen Rollen von nicht-professionellen Schauspielern gespielt werden sollten. Die Drehorte wurden vom Regisseur und seinem Team – mit Unterstützung der regionalen Förderagentur Normandie Images – im Frühjahr 2018 ausgekundschaftet. Das Casting wurde im Juni 2018 unter der Leitung von Elsa Pharaon organisiert.
Während der gesamten Produktionszeit trug der Film den Arbeitstitel „Le Quai de Ouistreham“. Er wurde hauptsächlich von den beiden Produktionsfirmen Curiosa Films und Cinéfrance Studios finanziert. Außerdem wurde er vom Centre national du cinéma von der Region Normandie unterstützt.
Die Dreharbeiten begannen am 4. März 2019 in der Normandie, wo 90 Prozent der Szenen gedreht wurden und dauerten sieben Wochen. Insbesondere wurde in Hérouville-Saint-Clair, Giberville, Ouistreham, Caen, Bayeux und Cherbourg-Octeville gedreht. Die Szenen an Bord wurden auf einer Fähre der schwedischen Reederei Stena Line mit Sitz in Göteborg gedreht, da die Reederei Brittany Ferries aufgrund des schlechten Images des Unternehmens in dem Buch von Florence Aubenas die Genehmigung verweigert hatte. Die Dreharbeiten endeten am 20. April 2019.
Schnitt und Postproduktion fand in der zweiten Jahreshälfte 2019 statt. Fürs französische Kino wurde der Arbeitstitel des Films schließlich auf „Ouistreham“ vereinfacht.

## Rezeption
Kirsten Taylor vom Filmdienst sieht als Stärke des Films „gerade die Arbeitsszenen, die einen mit ihrem genauen Hinschauen packen, wie auch die kurzen Einblicke in Mariannes neues Umfeld, das Carrére mit Sinn fürs Detail und großer Sympathie zeichnet.“ Jedoch rücke mit der Zeit „der moralische Konflikt in den Mittelpunkt, in den Marianne unweigerlich gerät, weil sie nach der Methode Wallraff undercover agiert. Beutet sie die Menschen, die ihr vertrauen, nicht aus?“
Fritz Göttler hebt für die Süddeutsche Zeitung die schauspielerische Leistung der Laiendarstellerinnen hervor: „Der Film inszeniert ... seine Distanz zur Arbeitswelt, in seinem Mittelpunkt steht die bürgerliche Frau, die sich dieser Welt annähert und doch weiß, dass sie nie Teil davon werden wird. Binoche ist die einzige Schauspielerin in diesem Film, aber sie wirkt fast hölzern neben den Arbeiterinnen, die unglaublich schön und energisch und verletzlich spielen.“
Hilka Sinning fasst für Titel, Thesen, Temperamente zusammen: „Kein Film zum Wohlfühlen, aber ein Film zum Nachdenken über den Wert derer, die unseren Dreck wegwischen.“